# Rascwiet (Chakasja)
Rascwiet (ros. Расцвет) – osiedle w Rosji, w Chakasji, w rejonie ust-abakańskim. W 2010 liczyło 1400 mieszkańców.